# Dia Mundial de l'Orgasme
El Dia Mundial de l'Orgasme va ser una acció programada originàriament per al 22 de desembre de 2006 per la parella activista Donna Sheehan i Paul Reffell per tal de coincidir amb el final del solstici d'hivern. La idea inicial era que els participants de tot el món tinguessin un orgasme durant aquest dia mentre pensaven en la pau. A partir d'idees com la de noosfera i el treball del Global Consciousness Project de la Universitat de Princeton, que registra la sortida de nombrosos generadors de nombres aleatoris, es va considerar que un esdeveniment d'aquest tipus tindria un «efecte positiu generalitzat sobre el benestar humà».

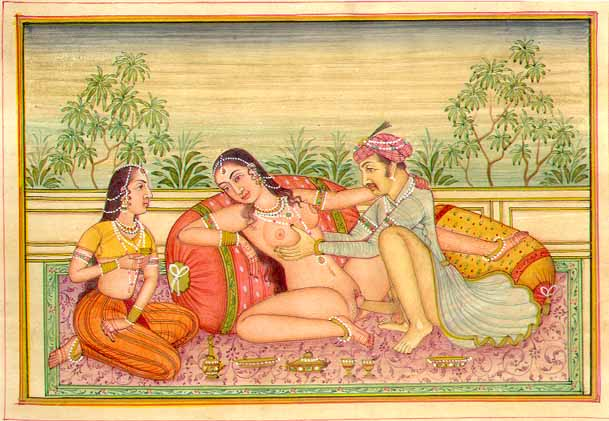
Representació del plaer sexual en una imatge del Kama Sutra

Els esdeveniments del 2006 es van inspirar en grups i pràctiques ancestrals relacionades amb el tantra i altres activitats. El Dia Mundial de l'Orgasme ha estat present d'una forma o una altra des de l'any 2000 durant els dies 21 i 22 de desembre en grups privats, i des de 2012 de manera pública arreu del món.
Si bé el Dia Mundial de l'Orgasme es va crear originàriament per a transmetre un missatge de pau, el seu objectiu principal en l'actualitat és conscienciar la ciutadania sobre dos fenòmens que afecten generalment més les dones que els homes: la disorgàsmia (orgasmia dolorosa) i l'anorgàsmia (absència d'orgasme durant les relacions sexuals).